# Renaud II de Trie

Blason de la famille de Trie

Renaud II de Trie, (? - Vers 1324) seigneur du Plessis-Billebaut (près Clermont), Mareuil et autres, maréchal de France. Il est le fils de Renaud Ier de Trie, seigneur du Plessis-Billebaut, de Friencourt, de Granville, qui est mort vers 1298.

## Biographie
Il est le premier fils de Renaud Ier de Trie, seigneur du Plessis-Billebaut, de Friencourt, de Granville, et de Marguerite de Courtenay.

Il fut l'un des Seigneurs fait chevaliers de la main de Philippe le Bel le jour de la Pentecôte 1313.
Il fut fait maréchal de France et mourut vers 1324.

## Généalogie
Maison de Trie
Parents
- Renaud Ier de Trie-(Dammartin), seigneur du Plessis-Billebaut, de Friencourt, de Granville épousa avant 1286
- Marguerite de Courtenay, dame de Cloyes, veuve de Raoul III Sores dit d'Estrées qui était le fils de Raoul II Sores, Maréchal de France. Elle était fille de Guillaume de Courtenay, seigneur de Champignelles, et de Marguerite de Bourgogne-Châlon

Épouse
- Isabelle de Heilly, dame de Mareuil, fille de Jean de Heilly et d'Alix, dame de Pas-en-Artois.

Enfants
1. Philippe II de Trie, seigneur de Mareil, de Fontenay-lès-Louvres en 1333, et du Plessis-Gassot, mort après 1337. Marié à Jeanne de Mareil, d'où : 
  1. Jacqueline, dame de Bris ; et son frère Renaud III (x 1338 Jacquette, fille d'Hugues de Conflans, et veuve de Jean de Vienne, sire de Saint-Loup, de Commenailles et d'Eclance, un petit-fils de Philippe de Vienne), dont : Philippe III (héritier de Bris, chambellan du roi de Navarre : Charles II ? ; x Agnès de Goussainville), et son frère Renaud de Trie, les deux morts sans postérité. La branche de Mareil et Fontenay est donc éteinte vers 1400.
2. Jean de Trie, dit Billebaut, qui fit la branche des seigneurs du Plessis-Billebaut, Moussy, Fresnes, Quesnel et Flins. Marié à Clémence de Joigny, veuve d'Ancel d'Aunoy, fille d'Henri de Joigny : 
  1. Renaud Ier Patrouillart, sire de Mouchy (en héritage de la branche de Trie-(Dammartin)-Mouchy : succession de Jean (IV) de Trie, chanoine et sire de Mouchy, archidiacre de Châlons en 1362, † av. 1368) et du Plessis-Billebaut, marié à Jeanne de Fosseuse (Fosseux ?) : 
    1. Père de Renaud II Patrouillart († 1406), chambellan de Charles VI, capitaine de Beauvais, x Marie, fille de Jean II et sœur de Guy III et Blanche de Nesle-Offémont : 
      1. Père de Pierre Patrouillart, du parti Bourguignon († 1430 tué par les Armagnacs , sans postérité de sa femme Jeanne des Crosnes), sire-châtelain de Mouchy (sauf en 1430-1431, quand Charles VII donne Mouchy au maréchal de Brosse). Mouchy passe ensuite aux Trie (-Dammartin) de Sérifontaine.
3. Alix de Trie, mariée à Thomas de Coucy-Vervins (un arrière-petit-fils de Thomas II). Elle fit son testament en 1323.
4. Jeanne de Trie (? - 19 novembre 1369), mariée le 26 août 1346 à Philippe de Chambly, seigneur de Livry.
5. Renaud de Trie, dit Billebaut, seigneur de Fresnes, Quièvremont (76) et Quesnel. Il sert le Roi à l'Ost de Breteuil en 1356 et étant toujours vivant en 1368. Il épouse Isabelle de La Gourlée, dame de Fressins ou de Fresnes, veuve du chevalier Jean Fournier. Sa fille Isabeau de Trie marie avant 1364 Jean de Châtillon, sgr. de Bonneuil et de Loisy, petit-fils de Gaucher V.